# Montana (film, 1998)
Pour les articles homonymes, voir Montana (homonymie).
Pour plus de détails, voir Fiche technique et Distribution.
Montana est un film policier américain réalisé par Jennifer Leitzes, sorti en 1998.  

## Fiche technique
- Titre français : Montana
- Réalisation : Jennifer Leitzes
- Scénario : Erich Hoeber et Jon Hoeber
- Photographie : Ken Kelsch (en)
- Musique : Cliff Eidelman
- Pays d'origine : États-Unis
- Date de sortie : 1998
- Genre : Policier, Thriller

## Distribution
- Kyra Sedgwick : Claire Kelsky
- Stanley Tucci : Nicholas 'Nick' Roth
- Robin Tunney : Kitty
- John Ritter : Dr. Wexler
- Philip Seymour Hoffman : Duncan
- Robbie Coltrane : The Boss
- Ethan Embry : Jimmy
- Mark Boone Junior : Stykes
- Paul Calderon : Boulez
- Ajay Naidu : Ives
- Alan Manson : Paul
- Raynor Scheine : Fuller
- Liam Aiken : Kid
- Peter Gerety : Mike
- Phyllis Somerville : Serveuse